# Renault 6Q
Le Renault 6Q est un moteur à piston de six cylindres en ligne refroidi par air, produisant une puissance continue de 160 kW (220 ch). Il a été conçu et construit en France et a été fabriqué pendant plus de dix ans après son homologation en 1936. De nombreux exemplaires ont été construits pendant la Seconde Guerre mondiale,.

## Conception et développement
Le Renault 6Q à six cylindres et le Renault 4P à quatre cylindres, tous deux du début des années 1930, avaient les mêmes alésages, les mêmes courses et les mêmes pistons.
Le 6Q a été construit sans compression ou suralimentation. Le compresseur centrifuge a été ajouté à l'arrière du moteur, entraîné par le vilebrequin via un engrenage de transmission. Cela a ajouté 13 kg au poids et 242 mm à la longueur, mais a renforcé les performances en altitude pour atteindre une puissance continue de 177 kW (237 ch) à 2 500 tr/min et 2 200 m.
Il s'agit d'un moteur inversé (par rapport à la disposition classique en automobile) c'est-à-dire que les cylindres sont "tête en bas" et le vilebrequin en haut. Cette disposition complique le graissage car le vilebrequin ne baigne pas dans l'huile du carter et l'huile tend à retomber dans les chambres de combustion des cylindres, occasionnant un "dégorgeage" assez laborieux au démarrage avec un abondant dégagement de fumées bleues à l'échappement. Cette disposition est courante en aviation légère car elle permet de ménager une bonne garde au sol au disque de l'hélice bipale de grand diamètre avec un moteur dépourvu de réducteur .

## Histoire opérationnelle
Le 6Q a été homologué en 1936. 1 700 ont été construits avant la guerre et 1 660 pendant. Après la guerre, la production a repris. La majorité des 6Q d'avant et durant la guerre ont été utilisés sur des Caudron C.440 Goeland et dans l'après-guerre sur le Nord Pingouin , dérivé du Messerschmitt Bf 108, dans les Nord 1100 Noralpha et Ramier, développement également du Bf 108.

## Variantes

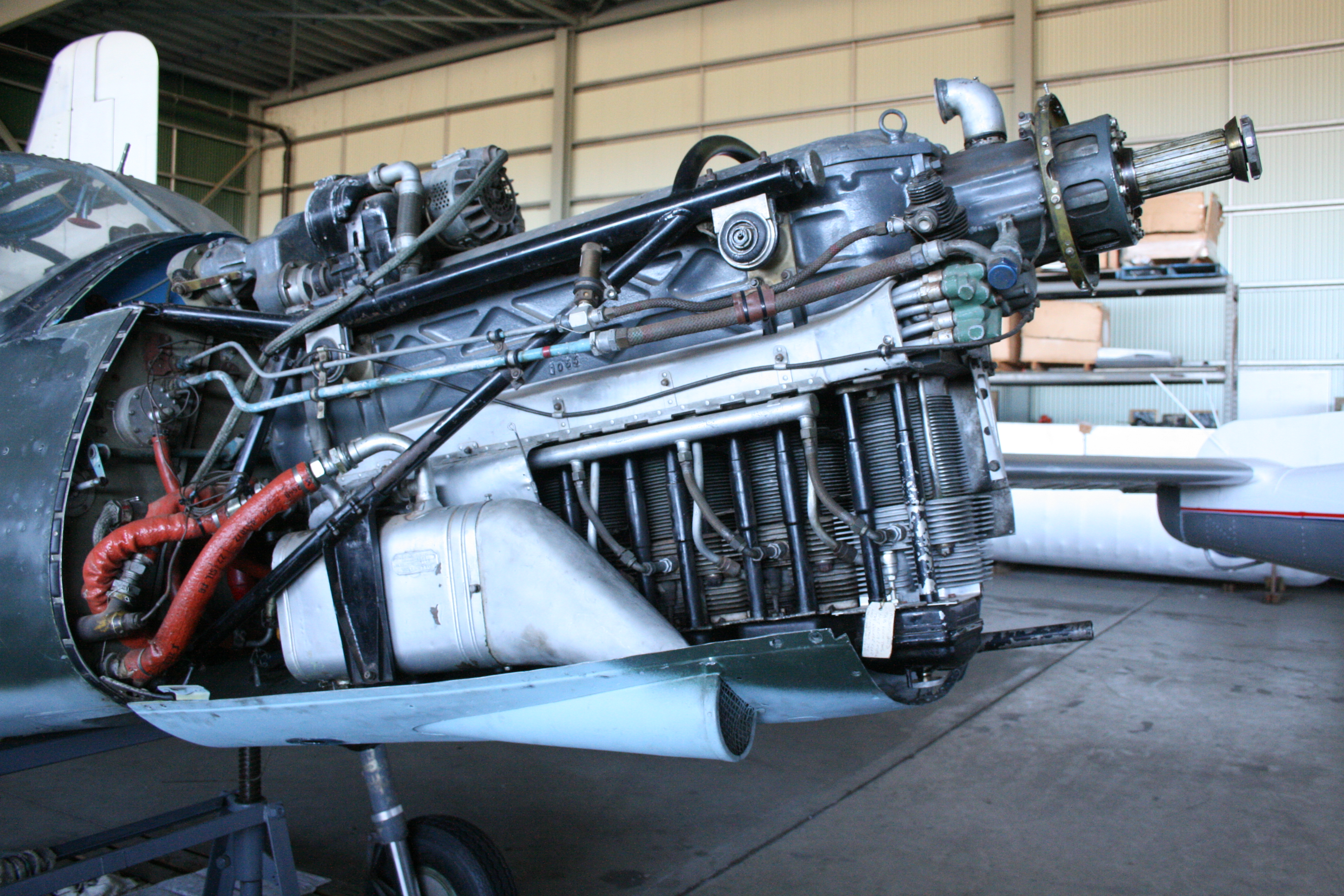
Renault 6Q-10A monté sur un Nord 1002 Pingouin

Les numéros de sous-types pairs indiquent une rotation dans le sens des aiguilles d'une montre, les nombres impairs dans le sens inverse des aiguilles d'une montre
.
Renault 6Q-00/01Rotation gauche / droite sans compression
Renault 6Q-02/03220 ch (160 kW) suralimenté à 2 000 m sens de rotation gauche / droite
Renault 6Q-04/05240 ch (180 kW) suralimenté à 4 000 m sens de rotation gauche / droite
Renault 6Q-06/07233 ch (174 kW) sens de rotation gauche / droite
Renault 6Q-08/09240 ch (180 kW) sens de rotation gauche / droite
Renault 6Q-10/11230 ch (170 kW) sens de rotation gauche / droite
Renault 6Q-18/19sens de rotation gauche / droite
Renault 6Q-20/21300 ch (220 kW) sens de rotation gauche / droite

## Applications
- Caudron C.440 Goéland
- Caudron C.631-5 Simoun
- Caudron C.640 Typhon
- Caudron C.690
- Caudron C.860
- Dewoitine HD.730
- Farman F.430 (en)
- Hanriot H.230
- Morane-Saulnier MS.350 (en)
- Morane-Saulnier MS.501
- Nord 1101/2 Noralpha/Ramier
- Nord Pingouin
- Potez 661
- Rey R.1 (en)
- SNCASE SE.700
- SNCASE SE.1210

## Moteurs exposés
- Ailes Anciennes Toulouse : Renault 6Q 10 dans un Nord 1101 Ramier I.[5]

### Développement lié
- Renault 4P
- Renault 6P (en)

### Aéronefs comparables
- Alfa Romeo 115 (en)
- Argus As 17 (en)
- de Havilland Gipsy Queen (en)
- de Havilland Gipsy Six (en)
- Isotta Fraschini Beta (en)
- Menasco Buccaneer (en)